# 李景略
李 景略（り けいりゃく、750年 - 804年）は、唐代の軍人。本貫は幽州良郷県。

## 経歴
檀州刺史・密雲軍使の李承悦の子として生まれた。蔭官により幽州大都督府功曹参軍に任じられた。大暦末年、河中府に寓居し、門戸を閉ざして読書した。李懐光が朔方節度使となると、景略は招かれてその幕府に入った。ときに塩州の偏将の張光が不法に妻を殺害したが、その豊富な財貨をばらまいたため、刑吏たちはかれを処断することができずにいた。景略が事件を取り調べると、張光はようやく法により処断された。景略は大理寺司直に任じられ、監察御史に転じた。李懐光が咸陽に軍を駐屯させ、反乱を計画し始めた。景略は宮中に復帰するよう李懐光に説き、徳宗を迎えるよう勧めたが、李懐光は聞き入れなかった。景略は軍門を出て慟哭し、「この軍が一日にして不義に陥るを誰をか知らん」と嘆いて、私邸に引きこもった。
ほどなく景略は霊武節度使の杜希全に召し出されてその幕府に入り、殿中侍御史に転じ、豊州刺史・西受降城使を兼ねた。豊州は北に回紇を抑えており、回紇の使者が唐にやってくるときには、豊州を通り道としていた。以前の豊州刺史の多くは、回紇の使者が対等の礼を取ろうとするのを挫くことができなかった。ときに回紇が梅録を派遣して宦官の薛盈珍に従って入朝しようとすると、景略は郊外でこれを迎えて、可汗の弔礼を述べて梅録を泣かせ、庭に拝礼させることに成功した。景略は杜希全に憎まれて誣告され、袁州司馬に左遷された。貞元10年（794年）、杜希全が死去すると、景略は召還されて左羽林軍将軍となった。延英殿で徳宗に奉答し、大臣の風格があった。
河東節度使の李説が病にかかると、景略は太原少尹・河東節度行軍司馬に任じられた。貞元12年（796年）、景略は再び豊州刺史となり、御史大夫を兼ね、天徳軍西受降城都防禦使をつとめた。咸応渠と永清渠を工事して、田数百頃を灌漑した。貞元20年（804年）、屯所で死去した。享年は55。工部尚書の位を追贈された。

## 伝記資料
- 『旧唐書』巻152 列伝第102
- 『新唐書』巻170 列伝第95